# Bristol Filton Airport

i7
i11
i13
Bristol Filton Airport (zuvor Filton Airfield, IATA-Code: FZO, ICAO-Code: EGTG) war ein Flughafen in Filton nördlich von Bristol im Südwesten von England. Er wurde primär von Geschäftsreiseflugzeugen genutzt und verfügte über eine 2467 Meter lange Piste, die mit einem Instrumentenlandesystem ausgestattet war.
Der Flugplatz wurde am 31. Dezember 2012 geschlossen. Das Gelände wurde am selben Tag an die Londoner Immobilienfirma Bridgehouse Capital verkauft. Im Umfeld sind verschiedene Unternehmen der Luftfahrtindustrie angesiedelt, u. a. BAE Systems, Airbus, MBDA und Rolls-Royce. Der Name Filton ist deshalb eng mit der Entwicklung von Flugzeugen wie Bristol 170, Bristol F.2 Fighter, Bristol Type 175 Britannia und Concorde verknüpft. Auf dem Gelände des ehemaligen Flughafens steht seit ihrem letzten Flug am 26. November 2003 die Concorde Nr. 216 mit dem Kennzeichen G-BOAF als Teil des örtlichen Luftfahrtmuseums. Seit 2017 ist sie ein zentrales Ausstellungsstück.

## Geschichte

### RAF Filton
Der Flugzeugbau in Filton wurde 1910 durch die von Sir George White gegründete British and Colonial Aeroplane Company aufgenommen, die ersten Testflüge fanden jedoch bei der Army in Larkhill (Salisbury Plain) statt, da es in Filton noch keinen Flugplatz gab. Der Betrieb auf dem Flugfeld in Filton begann erst im folgenden Jahr. Mit Ausbruch des Ersten Weltkrieges begann die Massenproduktion von Flugzeugen. Im Jahr 1915 eröffnete das Royal Flying Corps (RFC) Filton Aerodrome und der Flugplatz wurde für die kommenden Jahrzehnte ein Militärflugplatz. Während des Krieges wurde der Platz insbesondere als Abnahmeeinrichtung neuer Flugzeuge genutzt.
Nach Kriegsende wurde die Royal Air Force Station Filton (kurz RAF Filton), so der Name, nachdem das RFC in der Royal Air Force (RAF) aufgegangen war, sowohl als Werksflugplatz der örtlichen Luftfahrtindustrie als auch militärisch genutzt. Die RAF stationierte hier ab 1929 die 501. (City of Bristol) Squadron, die nach Ausbruch des Zweiten Weltkrieges mit ihren Hurricanes nach Frankreich verlegt wurde.
Am 25. September 1940 erfolgte durch das Kampfgeschwader 55 und das Lehrgeschwader 1 der deutschen Luftwaffe ein Luftangriff auf die Bristol Aeroplane Company in Filton. Dabei zerstörten oder beschädigten sie durch Bombenabwurf auf dem Flugplatz 80 Bristol Beaufort und Bristol Blenheim. In der Folge wurde auf dem RAF Filton eine Spitfire-Staffel stationiert. Im folgenden Jahr wurde die Basis ausgebaut, es wurden unter anderem zwei Beton-Start- und Landebahnen errichtet. In Filton wurde im Verlauf des Krieges eine Reihe verschiedener Luftfahrzeugmuster der BAC gebaut und auch die Endmontage amerikanischer Flugzeugtypen vorgenommen, die zerlegt aus den USA verschifft worden waren. Nach der alliierten Invasion in der Normandie diente Filton auch als Durchgangsstation für den Rücktransport verwundeter Soldaten nach Übersee.
Nach dem Krieg wurde die Ost-West-Start- und Landebahn für den Testflugbetrieb der Bristol Brabazon erweitert. Es entstand der „Brabazon-Hangar“, damals die größte Flugzeughalle der Welt. Dieser wurde Anfang der 1950er Jahre zur Wartung viermotoriger Passagierflugzeuge der BOAC genutzt. Während der Flugzeugbau fortgeführt wurde, rüstete die 501. Squadron 1948 von der Spitfire auf die jetgetriebene Vampire um, die sie bis zu ihrer Auflösung 1957 flog.
Daneben befand sich hier zwischen 1947 und 1953 noch eine Flugschule der RAF. Im folgenden Jahr eröffnete BAC ein technisches College, das 1961 im Filton (Technical) College aufging.

### Filton Airfield

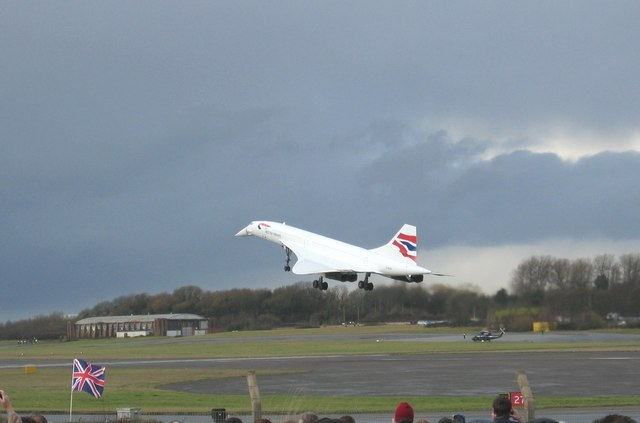
Landung der Concorde 216 in Filton

Mit der Außerdienststellung der 501. Squadron wurde RAF Filton geschlossen und Filton Airfield zivil weiterbetrieben, ab 1977 durch British Aerospace. Zunächst blieb Filton jedoch noch wie in den letzten RAF-Jahren zuvor bis in die 1960er Jahre ein Ausweichplatz für V-Bomber. Während der Kubakrise standen hier Vulcans startbereit mit laufenden Turbinen.
Die Hauptlandebahn wurde für das Concorde-Projekt in den 1960er Jahren nochmals verlängert. Die Concorde war eines der letzten Flugzeuge, dessen Endmontage in Filton stattfand.
Später reduzierte sich der Flugzeugbau auf die Herstellung von Komponenten und Großbaugruppen, heute entsteht hier unter anderem der Flügel des Airbus A400M.
Der Flugbetrieb verringerte sich daher im Laufe der Jahre, so dass sich der Eigentümer BAE Systems 2011 entschloss, den Flughafen zum Jahresende 2012 zu schließen.
Die Infrastruktur der Luftfahrtindustrie wurde in den Jahrzehnten kontinuierlich ausgebaut, während die ursprünglichen Einrichtungen der RAF mit der Zeit größtenteils verschwanden.

## Zwischenfälle
- Am 4. Februar 1954 musste bei einer Bristol Britannia 101 des britischen Ministry of Supply (Luftfahrzeugkennzeichen G-ALRX) sieben Minuten nach dem Start vom Flughafen Bristol-Filton das Triebwerk 3 (rechts innen) abgestellt werden und fing später Feuer. Als Vorsichtsmaßnahme wurde auch das benachbarte Triebwerk 4 abgestellt. Im Anflug auf Filton fielen die beiden verbliebenen Triebwerke 1 und 2 (links) aus. Sie konnten zwar schnell wieder gestartet werden, aber eine Notlandung im Marschland des Flusses Severn wurde unvermeidlich. Alle 13 Insassen, 7 Besatzungsmitglieder und 6 Passagiere, überlebten den Totalschaden der Maschine.[3]

- Am 6. November 1957 stürzte eine Bristol Britannia 301 des britischen Ministry of Supply (G-ANCA) auf einem Testflug bei Downend (Großbritannien) in einen Wald, 7 Kilometer ostsüdöstlich des Start- und Zielflugplatzes Bristol-Filton. Während des Anflugs ging in 1500 Fuß (etwa 460 Meter) Höhe die Kontrolle verloren. Alle 15 Insassen, 4 Besatzungsmitglieder und 11 Passagiere, kamen ums Leben.[4]